# واگنفلد
واگنفلد (به آلمانی: Wagenfeld) یک شهر در آلمان است که در دیفولتس واقع شده‌است. واگنفلد ۷٬۲۵۱ نفر جمعیت دارد.